# Pousos
Pousos is een plaats (freguesia) in de Portugese gemeente Leiria en telt 7325 inwoners (2001).